# Alessandro Quaggiotto
Alessandro Quaggiotto (Padova, 4 gennaio 1962) è un ex calciatore italiano, di ruolo centrocampista.

## Biografia
È il padre di Nicolò Quaggiotto, anche lui calciatore.

## Carriera

Quaggiotto (in piedi, terzo da sinistra) al Brescia nella stagione 1982-1983

Ha militato con la maglia del Brescia dagli esordi nelle giovanili fino al 1984, disputando un campionato di Serie B e due di Serie C1. Dopo un anno da titolare in Serie C2 nella stessa provincia, precisamente con l'Ospitaletto, nell'estate 1985 si trasferisce al Bologna, società nella quale milita per tre stagioni in Serie B, partecipando al ritorno in massima serie degli emiliani, con cui inizia anche la stagione successiva, disputando 4 delle 5 gare della fase a gironi di Coppa Italia, con una rete all'attivo.
Nel settembre del 1988 viene ceduto al Genoa, e gioca tutte le 38 partite del campionato, mettendo a segno 6 gol e contribuendo alla vittoria del torneo cadetto. Gioca nel campionato di seconda divisione anche nella successiva stagione, in forza al Pescara. Nel 1990 fa ritorno al Brescia, dove al secondo tentativo conquista la sua terza promozione in Serie A.
Nella seguente stagione, che sarà l'ultima della sua carriera, Quaggiotto ha l'occasione di disputare 3 partite nella massima categoria, tutte da subentrato, debuttando il 22 novembre 1992, sostituendo Salvatore Giunta al 68' della gara casalinga contro la Fiorentina, conclusasi sul risultato di 1-1. Scende in campo al posto di Giunta, dal 59', anche nella successiva gara in casa dell'Inter, persa dalla sua squadra per 2-1. La sua ultima apparizione in campionato è del 4 aprile 1993, in sostituzione di Luciano De Paola a partire dall'80', nella partita in casa contro l'Ancona pareggiata per 1-1.

## Palmarès
- Campionato italiano di Serie B: 3

Bologna: 1987-1988
Genoa: 1988-1989
Brescia: 1991-1992